# Gissur Einarsson
Gissur Einarsson (c. 1512 – 24 de março de 1548) foi um bispo em Skálholt de 1540 até sua morte, e o primeiro bispo luterano na Islândia.
Ele participou da escola de Skálholt onde ele foi instruído pelo bispo Ögmundur Pálsson e foi estudar em Hamburgo, na Alemanha, onde descobriu o protestantismo. Ele foi feito sacerdote logo depois que voltou para a Islândia em 1933 e passou a pregar as doutrinas luteranas. Ögmundur o escolheu como seu sucessor, em 1539. O rei ratificou essa decisão no ano seguinte, mas só foi formalmente feito em bispo em 1542.
Gissur publicou o Novo Testamento em islandês.